# 千歲情人
《千歲情人》，香港電視廣播有限公司製作的電視劇，共20集，監製李國立，本劇是宣萱的第一套電視劇集。本劇故事明顯受到李碧華原著的電影《秦俑》所影響。

## 故事
故事講述二千二百年前的秦朝。聽聞東部有一隻長生不老的不死鳥，秦始皇於二十八年七月初七命將軍嬴戰率領三百士兵往東面尋找長生不老之方：“傳聞東邊有仙山，山有仙鳥不死，朕今令皇侄嬴戰，於七月初七日午時，率軍三百，東渡重山，尋長生不死之方，舞姬胭脂，畫工屈池，隨行出發，無違朕意，不得有誤，奉天承運，始皇帝即位，第二十八年夏，於咸陽宮”。
二千年後，愛情故事錯綜複雜，有三角戀，甚至四角戀，凌克洋，賀千惠和烈風為好好朋友。凌克洋喜歡賀千惠，但是賀千惠喜歡烈風，烈風喜歡他小時候曾救過他一命的白衣少女，而白衣少女就是二千年前的胭脂，現在的名字叫步荊紅。步荊紅很漂亮，迷倒不少男士。喜歡步荊紅的男士包括二千年前的嬴戰（現世名字盛世秦），二千年前的屈池，三十六年前的司徒方，還有今天的烈風。步荊紅痛恨自己長生不老，看着身邊的人一一離去，自己卻孤獨寂寞，很想做回正常人。
大結局：
步荆红為救烈風，把自己的血輸給他，烈風就此變成了不死人，紅自己卻開始衰老，衰老速度比正常人慢。200年後，烈風還騎着摩托車尋找步荆红下落，爲何當天要騙他，沒有去教堂結婚。可步荆红知道沒可能和烈風白頭到老，自己有了皺紋，無法面對烈風，只好遠遠的看着烈風離開。

## 演員表

### 烈家
| 演員     | 角色       | 暱稱/關係                                                                                         |
| 歐陽莎菲 | 葉赫那拉氏 | 烈風、烈艷之嫲嫲 於第16集逝世                                                                     |
| 方中信   | 烈 風      | 特技演員 步荊紅現任男友 賀千惠前男友 凌克洋好友 烈艷之兄 盛世秦之情敵 於第19-20集將盛世秦踢下山崖 |
| 陳梅馨   | 烈 艷      | 烈風之妹                                                                                          |

### 賀家
| 演員   | 角色   | 暱稱/關係                           |
| 郭德信 | 賀俊夫 | 賀千惠之父 於第19集被盛世秦殺害身亡 |
| 宣 萱  | 賀千惠 | 烈風前女友 凌克洋之妻 賀俊夫之女    |

### 不死人
| 演員   | 角色           | 暱稱/關係 |
| 王靖雯 | 步荊紅（胭脂） | 吃下長生不老藥的秦朝舞姬 白衣少女 烈風女友                                                                        |
| 單立文 | 盛世秦（嬴戰） | 吃下長生不老藥的秦朝將軍 烈風之情敵 於第19集殺害賀俊夫、Dr. Wong 於第19集變回正常人 於第19-20集被烈風踢下山崖身亡 |
| 洪朝豐 | 屈 池          | 吃下長生不老藥的秦朝畫工 胭脂二千年前男友 於第2集變回正常人同時有家人子孫相伴，與胭脂相認死去                     |
| 方中信 | 烈 風          | 於第20集成為不死人 參見烈家                                                                                       |

### 其他演員
| 演員   | 角色              | 暱稱/關係                                 |
| 林保怡 | 凌克洋            | 警察 烈風之好友 賀千惠之夫                |
| 馮曉文 | 寶 蝶             | 步荊紅之養女兼好友 於第16集被炸死         |
| 林尚武 | 司徒方            | 魔術師 步荊紅三十六年前男友 於第8集病逝   |
| 郭卓樺 | 阿 祖             | 特技演員 烈風之好友                       |
| 王偉樑 | 阿 占/良          | 特技演員 烈風之好友                       |
| 何浩源 | 岳                |                                           |
| 王維德 | CID               |                                           |
| 鄭君寧 | CID               |                                           |
| 麥嘉倫 | CID               |                                           |
| 葉振聲 | CID               |                                           |
| 黎耀祥 | 東                | 大陸公安 追查古畫下落，而死纏步荊紅跟烈風 |
| 凌 漢  | 老 闆             |                                           |
| 陳淦泉 | 風童年            |                                           |
| 伍 立  | 導 演             |                                           |
| 黃佩珍 | 空中小姐          |                                           |
| 陳國匡 | 男 童             |                                           |
| 吳海昕 | 女 童             |                                           |
| 羅國維 | 程導演            |                                           |
| 黃成想 | 始皇帝            |                                           |
| 黃克英 | 女總管            |                                           |
| 陳紹良 | 太 官             |                                           |
| 陳曉雲 | 舞 姬/賓 客       |                                           |
| 曾令茵 | 舞 姬/賓 客/伴 娘 |                                           |
| 李健成 | 美術指導          |                                           |
| 羅 維  | 男主角/賓 客      |                                           |
| 唐威娜 | 女主角            |                                           |
| 王家惠 | 蝶童年            |                                           |
| 馮日旋 | 池 孫             |                                           |
| 虞天偉 | 製 片             |                                           |
| 梁啟智 | 老                |                                           |
| 劉超凡 | 廣告人            |                                           |
| 雲大華 | 守 衛             |                                           |
| 曾仲元 | 守 衛             |                                           |
| 游 颷  | 飛 仔             |                                           |
| 戴少民 | 飛 仔             |                                           |
| 陳景培 | 開鎖專家          |                                           |
| 吳偉文 | 開鎖專家          |                                           |
| 黃定邦 | 惠助手            |                                           |
| 黃潔冰 | 模特兒            |                                           |
| 梁美鳳 | 模特兒            |                                           |
| 方慧旗 | 艷女郎            |                                           |
|        | 阿 玲             |                                           |
| 鄭毅邦 | 醫 生             |                                           |
| 何璧堅 | 古玩店老板          |                                           |
| 黃建峰 | 占                |                                           |
| 張海勤 | 賓 客/新 郎       |                                           |
| 麥皓為 | 林導演            |                                           |
| 郭智坤 | 律 師             |                                           |
| 李健成 | 醫 生             |                                           |
| 賴榮顯 | 心理學博士        |                                           |
| 王華盛 | 醫 生             |                                           |
| 吳雪梅 | 護士甲            |                                           |
| 林嘉麗 | 護士乙            |                                           |
| 黃飛烈 | 神 父             |                                           |
| 黃瑋琳 | 占                |                                           |
| 陳燕航 | 夫秘書            |                                           |
| 黃天鐸 | Dr. Wong          | 於第19集被盛世秦殺害身亡                  |
| 吳列華 | 新 娘             |                                           |

## 軼事
女主角步荊紅(胭脂)原屬藍潔瑛飾演，後因故被撤換，改由王靖雯頂上，此劇也是她在TVB的最後一部電視劇。

## 外部連結
- 《千歲情人》 GOTV 第1集重溫